# Bairro da Martinha
O Bairro da Martinha é um aglomerado urbano da localidade de Pau Gordo (Alcabideche), com a particularidade de pertencer à freguesia de Cascais e Estoril, Portugal, com cerca de 50 anos. Juntamente com Atibá, é a única localidade do Estoril situada a norte da A5.
Tem como vias principais a Rua Direita, a Rua das Orquídeas e a Avenida do Golfe. Situa-se junto ao Golfe do Estoril e próximo da Escola Superior de Hotelaria e Turismo do Estoril, onde foram assinados os Acordos de Bicesse.
Neste lugar situa-se uma das residências da Casa do Cadaval.